# Corbera de Llobregat (kommun)
Corbera de Llobregat är en kommun i Spanien.   Den ligger i provinsen Província de Barcelona och regionen Katalonien, i den östra delen av landet, 500 km öster om huvudstaden Madrid. Antalet invånare är 14 231. Arean är 18,3 kvadratkilometer. Corbera de Llobregat gränsar till Castellví de Rosanes, Gelida, Cervelló, La Palma de Cervelló, Pallejà, Castellbisbal och Sant Andreu de la Barca. 
Terrängen i Corbera de Llobregat är lite kuperad.